# 钝萼景天
钝萼景天（学名：Sedum leblancae）是景天科景天属的植物，是中国的特有植物。分布于中国大陆的四川、云南等地，生长于海拔1,560米至3,500米的地区，一般生长在石灰岩石上，目前尚未由人工引种栽培。